# Sélection de la ville hôte pour les Jeux olympiques d'hiver de 2010
Le processus de sélection pour les Jeux olympiques d'hiver de 2010 comprend trois villes et voit celle de Vancouver au Canada sélectionnée aux dépens de Pyeongchang en Corée du Sud et de Salzbourg en Autriche. La sélection est réalisée lors de la 115e session du CIO à Prague en République tchèque, le 2 juillet 2003.

## Résultats du scrutin
| Ville       | Pays         | 1er tour | 2e tour |
| ----------- | ------------ | -------- | ------- |
| Vancouver   | Canada       | 40       | 56      |
| Pyeongchang | Corée du Sud | 51       | 53      |
| Salzbourg   | Autriche     | 16       | —       |